# Tarenna leonardii
Tarenna leonardii är en måreväxtart som beskrevs av Nicolas Hallé. Tarenna leonardii ingår i släktet Tarenna och familjen måreväxter. Inga underarter finns listade i Catalogue of Life.